# Aligudarz
Aligudarz (perski: اليگودرز) – miasto w Iranie, w ostanie Lorestan. W 2006 roku miasto liczyło 78 690 mieszkańców w 18 115 rodzinach. Leży 186 km na północny zachód od Isfahanu.